# Paul Le Blanc
Paul Le Blanc, né le 30 juillet 1828 à Brioude où il est mort le 16 mai 1918, est un historiographe de l'Auvergne.

## Biographie
Passionné d'histoire locale dès sa jeunesse, Paul Le Blanc réunit une bibliothèque considérable et une importante collection de manuscrits inédits et de pièces d'archives sur l'histoire de l'Auvergne et du Velay. En 1918, il lègue cette documentation à la ville de Clermont-Ferrand.
Il utilise la vignette présente au titre de la seconde édition du Bréviaire de Brioude imprimé à Thiers en 1518 comme ex-libris. Elle représente Saint Julien de Brioude en costume de Louis XI, tenant de la main droite une épée, et de la main gauche un faucon, emblèmes de la noblesse.
En 1942, 1943, 1945 et 1961, Marc Dousse publie en quatre fascicules le catalogue des manuscrits du fonds Paul Le Blanc.

## Publications
- Paul Le Blanc, « Journal de Jean Baudoin sur les Grands Jours de Languedoc (1666-1667) », Annales de la Société d'agriculture, sciences, arts et commerce du Puy,‎ 1869 (lire en ligne)
- Paul Le Blanc, « Une fonderie de canons au XVIe siècle à Brioude », Tablettes historiques de la Haute-Loire, Le Puy-en-Velay,‎ 1870 (lire en ligne)
- Paul Le Blanc, « La Belle Journée ou relation fidèle de la fête donnée à M. le marquis de La Fayette par les habitants de Langeac le 13 août 1786 », Tablettes historiques du Velay, Le Puy-en-Velay,‎ 1872 (lire en ligne)
- Paul Le Blanc, « Chantres et chanteurs (fin XVIIIe siècle à la Cathédrale du Puy) », Tablettes historiques du Velay, Le Puy-en-Velay,‎ 1872 (lire en ligne)
- Paul Le Blanc, « Les inondations de l'Allier dans l'arrondissement de Brioude », Annales de la Société d'agriculture, sciences, arts et commerce du Puy,‎ 1872 (lire en ligne)
- Paul Le Blanc, « Les artistes oubliés : Robert Michel, sculpteur », L'Artiste. Histoire de l'art contemporain, vol. 43e année,‎ 1873, p. 283-288 (lire en ligne)
- Paul Le Blanc, « Une inscription de l’Église Saint-Julien de Brioude », Mémoires et procès-verbaux de la Société des amis des sciences, de l’industrie et des arts de la Haute-Loire. 1878, t. 1,‎ 1878, p. 287-289 (lire sur Wikisource)
- Paul Le Blanc, « Variétés historiques et biographiques : Robert Michel, sculpteur 1720-1786 », Mémoires et procès-verbaux de la Société scientifique et agricole de la Haute-Loire. 1881-1882, t. 3,‎ 1885, p. 77-86 (lire sur Wikisource)